# Akademia WSB Wydział Zamiejscowy w Cieszynie
Akademia WSB Wydział Zamiejscowy w Cieszynie (do 15 kwietnia 2018 r. Wydział Zamiejscowy w Cieszynie Wyższej Szkoły Biznesu w Dąbrowie Górniczej) – filia akademickiej uczelni powstała w 2008 roku, specjalizuje się w naukach technicznych, naukach o bezpieczeństwie, naukach ekonomicznych i społecznych.
Wydział prowadzi kształcenie na 5 kierunkach studiów I stopnia i II stopnia, Master of Business Administration MBA (partner kierunku: EY Academy of Business), studia podyplomowe (oferta ponad 100 kierunków studiów podyplomowych), we współpracy z Urzędem Miejskim w Cieszynie organizuje Cieszyński Uniwersytet Dziecięcy.
Akademia WSB posiada uprawnienia do nadawania stopnia doktora habilitowanego oraz stopnia doktora w 4 dyscyplinach naukowych: nauki o zarządzaniu i jakości, pedagogika, nauki o bezpieczeństwie oraz inżynieria lądowa, geodezja i transport.
Akademia WSB posiada międzynarodowe akredytacje oraz członkostwa: CEEMAN(ang.) IQA - w obszarze edukacji menedżerskiej przyznaną przez International Association for Management Development in Dynamic Societies CEEMAN, dwie akredytacje EUR-ACE label(ang.)  dla studiów I stopnia na kierunku informatyka oraz dla studiów I i II stopnia na kierunku Transport, przyznaną przez Komisję Akredytacyjną Uczelni Technicznych (KAUT), Excellence in Research (LOGO HR) przyznawane jest przez Komisję Europejską, które na celu zwiększanie atrakcyjności warunków pracy i rozwoju kariery naukowców w Unii Europejskiej, członkostwo w The European University Association (EUA), a także członkostwo w międzynarodowym stowarzyszeniu European Foundation for Management Development (EFMD) (ang.), które promuje i wzmacnia doskonałość w rozwoju zarządzania.  

## Władze
Stan na lipiec 2024:
- Rektor – dr hab. Zdzisława Dacko-Pikiewicz, prof. AWSB

Władze Wydziału Zamiejscowego w Cieszynie
- Dziekan Wydziału Zamiejscowego w Cieszynie – dr Edyta Nowak-Żółty
- Prodziekan Wydziału Zamiejscowego w Cieszynie – dr inż. Adam Żabka
- Prodziekan Wydziału Zamiejscowego w Cieszynie – dr Violetta Bętkowska
- Dyrektor ds. operacyjnych – mgr Grzegorz Adam

## Kierunki studiów
Według stanu na wiosnę 2021 uczelnia prowadziła kształcenie na 5 kierunkach studiów I stopnia i II stopnia, Master of Business Administration MBA (partner kierunku: EY Academy of Business), studia podyplomowe.
Studia pierwszego stopnia – licencjackie i inżynierskie na kierunkach:
- bezpieczeństwo narodowe[4]
- informatyka[5]
- studia menedżerskie[6]
- zarządzanie i inżynieria produkcji[7]

Studia drugiego stopnia – magisterskie uzupełniające na kierunkach:
- zarządzanie[9]
- zarządzanie i inżynieria produkcji[10]
- bezpieczeństwo narodowe

## Działalność studencka

### Koła naukowe[11]
1. Koło naukowe INGENIATUS
2. Koło Naukowe F44 Red
3. Międzynarodowe Koło Naukowe Bezpieczeństwa „Save the World”

### Samorząd[12]
Na Uczelni funkcjonuje samorząd reprezentujący wszystkich studentów. Akademia WSB Wydział Zamiejscowy w Cieszynie posiada przedstawiciela w samorządzie studenckim Akademii WSB.

### Akademicki Związek Sportowy
Akademicki Związek Sportowy działający przy uczelni stwarza możliwość realizacji pasji sportowych w 27 dostępnych sekcjach sportowych, zarówno w grach zespołowych, jak również sportach indywidualnych. Oprócz sportu AZS WSB zajmuje się również krzewieniem turystyki i rekreacji ruchowej w środowisku studenckim oraz wśród uczniów szkół średnich Dąbrowy Górniczej, organizując wyjazdy narciarskie, piesze wycieczki górskie, turnieje gier zespołowych oraz imprezy kulturalne.

## Konferencje naukowe[13]
Akademia WSB w Cieszynie jest organizatorem wielu cyklicznych konferencji naukowych o zasięgu międzynarodowym. Do najważniejszych należy zaliczyć:
- International Scientific Conference „New trends in management and production engineering: regional, cross-border and global perspectives”[14].
- Międzynarodowa konferencja naukowa „Współczesne problemy zarządzania i marketingu w instytucjach kultury”.
- International Conference on Territorial and Inter-Organizational Cooperation[15].

## Najważniejsze inicjatywy AWSB w Cieszynie
- Festiwal Nauki w Cieszynie,
- Otwarta Akademia Nauki,
- Cieszyński Uniwersytet Dziecięcy,
- Światowy Tydzień Przedsiębiorczości,
- Tydzień Bezpłatnych Szkoleń,
- Akademia Biznesu.

Akademia WSB podejmuje współpracę międzynarodową. Bierze udział w programie wymiany studentów Erasmus. Ponad sto europejskich uczelni ma podpisane z Akademią WSB umowy partnerskie.

## Współpraca
Akademia WSB jest stowarzyszona w: CEEMAN, Konferencji Rektorów Akademickich Szkół Polskich (KRASP), Regionalnej Konferencji Rektorów Uczelni Akademickich, Konsorcjum PROGRESS 3, Polskim Związku Pracodawców Prywatnych Edukacji zrzeszonego w Polskiej Konfederacji Pracodawców Prywatnych LEWIATAN, Stowarzyszeniu Wspierania Bezpieczeństwa Narodowego, Stowarzyszeniu Biznes-Nauka-Samorząd „Pro Silesia”.
Akademia WSB jest członkiem: Regionalnej Izby Gospodarczej w Katowicach; Towarzystwa Naukowego Organizacji i Kierownictwa; Komitetu Sterującego Regionalnej Strategii Innowacji przy Marszałku Województwa Śląskiego; Klub Kapitału Śląska Cieszyńskiego.
Uczelnia podpisała ok. 700 umów z partnerami krajowymi: przedsiębiorstwami, instytucjami administracji publicznej, instytucjami otoczenia biznesu, uczelniami oraz ok. 280 umów z partnerami zagranicznymi. Dotyczą one współpracy w zakresie wspólnych programów i projektów, badań, wymiany doświadczeń i publikacji oraz wymiany wykładowców i studentów.